# Midoun
Midoun (àrab: مِيدُون, Mīdūn) és una ciutat de Tunísia, a l'est de l'illa de Gerba, a la governació de Médenine, capital de la delegació de Djerba Midoun. En la seva àrea d'influència, es troba la zona turística de Gerba, amb la famosa platja de Sidi Mahrez, al nord-est de l'illa, i un gran nombre d'hotels.
La població de la municipalitat és de 50.549 habitants, dels quals 14.137 resideixen a la mateixa Midoun i la resta als sectors o imades properes. La superfície és de 193,7 km². La municipalitat fou creada pel decret 572 de 8 d'abril del 1985.

## Patrimoni
Els monuments més destacats en són el Bordj El Kastil (una fortalesa d'origen català), el fort de l'Escorpit (en un illot), la mesquita Sidi Saturi, la premsa d'oli subterrània Fsili i els mercats a l'engròs i central de Midoun.

## Història
El port romà de Mennix, al sud de la ciutat, es va convertir sota els romans en un lloc d'embarcament important per als productes del continent i es va construir una via romana entre la costa i l'illa (Mennix), que encara existeix.
Vila musulmana més retirada i menys exposada als atacs que Mennix, va seguir la història general de l'illa.
El 1987, va començar un període d'extraordinari desenvolupament del turisme, que ja es coneixia de manera incipient durant els 15 anys anteriors.

## Administració
Actua de capital de la municipalitat o baladiyya de Djerba Midoun, amb codi geogràfic 52 16 (ISO 3166-2:TN-12), de la qual constitueix unes de les quatre circumscripcions o dàïres, amb codi 52 16 11.
També actua de capital de la delegació o mutamadiyya de Djerba Houmt Midoun, amb codi geogràfic 52 57.

## Agermanaments
Està agermanada amb Ceirac (França), Mauguro-Carnon (França), Bușteni (Romania) i Isdom (Alemanya).